# L'Hydroptère
L’Hydroptère est un voilier de type hydroptère, pouvant naviguer hors de l’eau à partir d'une certaine vitesse grâce à un ensemble d'ailes immergées. Sur un design initial imaginé par Éric Tabarly et les ingénieurs de Dassault Aviation Alain de Bergh et Pierre Perrier dans les années 70, le projet fut ensuite développé par Alain Thébault, le cabinet d'architecture navale VPLP design et un consortium d'industriels français.
Après 20 ans de recherches et plusieurs maquettes, Alain Thébault réussit à construire un modèle à taille réelle grâce aux nouveaux matériaux (carbone et titane) beaucoup plus résistants et légers. L’Hydroptère pèse environ 7 tonnes.
Le 4 septembre 2009 à Hyères, l'Hydroptère bat le record absolu de vitesse, à la voile, sur 500 mètres avec 51,36 nœuds, battant de presque un nœud le kitesurfeur Alexandre Caizergues (50,57 nœuds). À cette occasion, il a même atteint une vitesse de pointe de 55,5 nœuds, soit au-delà de la barre symbolique des 100 km/h (103 km/h).
Le 8 novembre 2009, toujours à Hyères, l'Hydroptère passe la barre des 50 nœuds sur le mille marin, avec un nouveau record à 50,17 nœuds.
Un consortium autour d'Alain Thébault planifiait un tour du globe en moins de 40 jours. Cette tentative de record n'a pas eu lieu, après l'échec d'une tentative de record de San Francisco à Hawaï à la suite duquel il fut déclaré abandonné et saisi par l'état d’Hawaï.
Le 28 juin 2019, l'Hydroptère est racheté à l'état d’Hawaï par Gabriel Terrasse (FRA) et Chris Welsh (USA) qui entreprennent de le refaire voler à haute vitesse après restauration et de l'utiliser comme plateforme de recherche et développement (R&D) pour l'aéronautique, le naval et l'industrie,.
En mars 2023, L'Hydroptère est rapatrié en France avec l'aide d'Airbus. Sa rénovation, en vue d'une reprise de ses vols, a démarré en février 2024 à Nantes. En mars 2025, une association, "Des Voiles et des Ailes" est lancée sur les bords de Loire où l'Hydroptère est reconstruit, pour soutenir ce projet.

## Architecture
L’Hydroptère ressemble, dans son aspect extérieur, à un trimaran classique : une coque centrale, portant un mât, et stabilisée par deux flotteurs latéraux, éloignés de la coque par des bras.
L'Hydroptère dispose d’une suspension dérivée du Rafale marine qui entre en action à partir de 30 tonnes d'effort en permettant au foils de remonter en partie pendant les quelques dixièmes de seconde du pic d'effort, puis de reprendre sa position initiale avant la vague suivante.

## Matériaux utilisés
L’Hydroptère utilise essentiellement le carbone. Les bras de liaison sont en carbone/nid d'abeilles et résine cuits en autoclave. Ils font 12 m de long. Les hydrofoils utilisent également le même matériau, les foils latéraux ayant de plus un bord d'attaque en composite de carbone (remplaçant l’aluminium des premières versions). Les foils latéraux font six mètres, et pèsent 380 kg ; ils sont terminés par des winglets verticaux. Les foils sont maintenus à un angle de 42 à 45° par des bras en titane. Le montant du foil arrière mesure 3,30 m ; le foil arrière possède un volet de 55 cm qui permet de commander le décollage.
La coque et les flotteurs, fabriqués par DCN Lorient, sont faits de plusieurs couches de fibres de carbone imbibées de résine et séparées par des structures en nid d’abeilles ; le tout est recouvert d’une couche de kevlar.

## Gréement
Au niveau du gréement, les voiles sont fabriquées selon la méthode des laminés. Une trame de fibre est emprisonnée entre deux couches de mylar (film plastique). Les fibres sont orientées suivant les axes de contraintes de la voile. Après avoir longtemps utilisé des voiles laminées en Kevlar, l'Hydroptère utilise maintenant des voiles en fibre de carbone. L'avantage de ce choix étant une moindre élasticité de la voile et une meilleure résistance aux ultraviolets.
Le mât en carbone mesure 27 m de haut. Il a été conçu par le cabinet Hervé Devaux Structures, spécialisé dans le calcul de structure.

## Essais
Le 9 février 2005, l'Hydroptère d'une masse de 7 tonnes, d'une longueur de 18,24 mètres et large de 24 mètres, a « griffé » la Manche à 33,3 nœuds (61,67 km/h) de moyenne, soit 2 minutes et 36 secondes de moins que l'avion piloté par Louis Blériot en 1909.
Le 24 avril 2007, l'Hydroptère s'est vu homologuer, par le WSSRC, son record de vitesse absolu pour un engin à voile sur un mille marin (41,69 nœuds soit 0,55 nœud de plus que le précédent, détenu par le véliplanchiste Björn Dunkerbeck depuis octobre 2006). Un autre record a également été homologué, 44,81 nœuds sur 500 mètres — mais il ne s'agit-là que du record de la catégorie (plus de 300 pieds carrés de voilure), et non du record absolu —, battant le record établi par le catamaran Techniques Avancées en 1997 (42,12 nœuds).
Lors de la 3e édition du Record SNSM, en 2007, l'Hydroptère a tenté, par trois fois, le record, sans résultat.

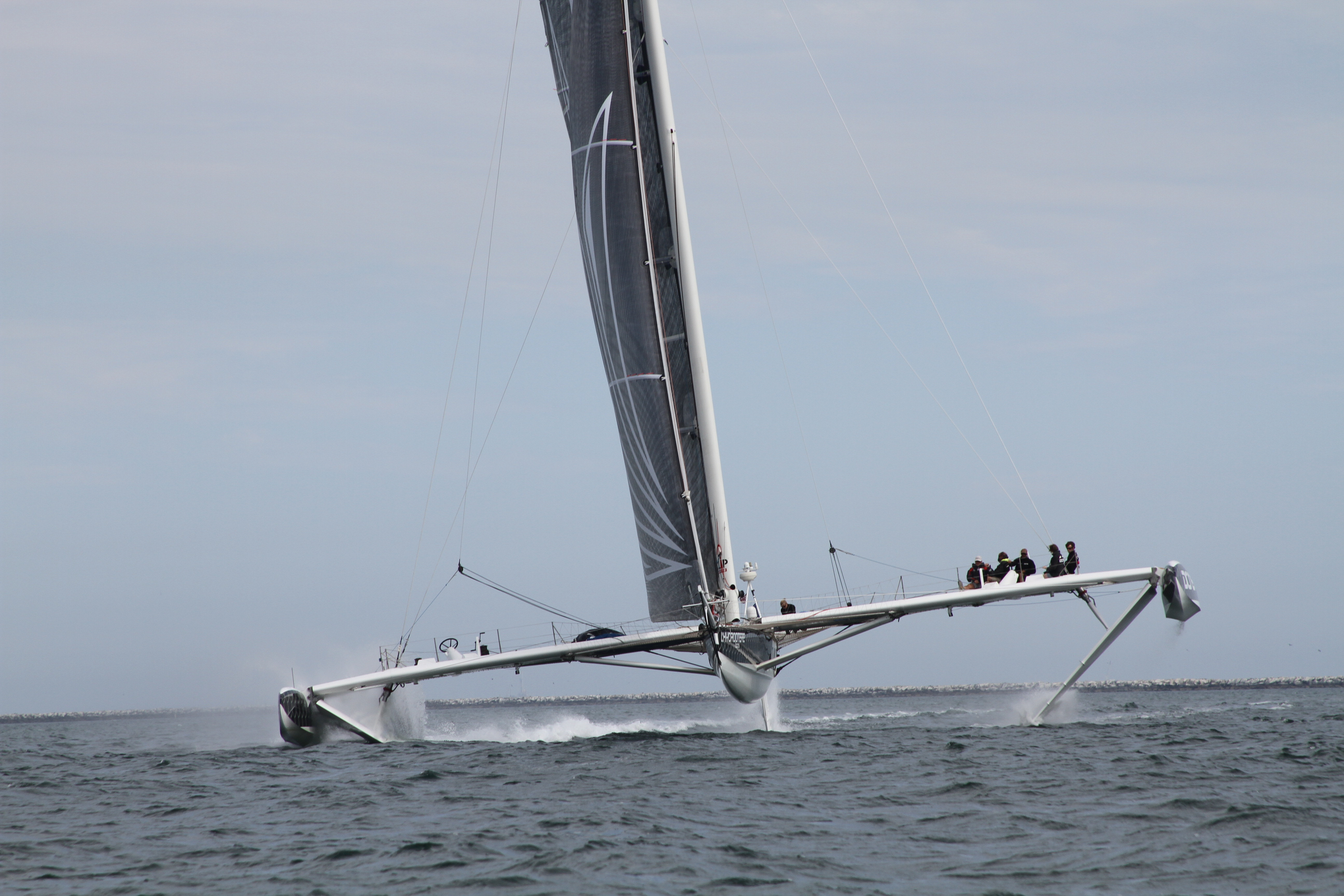
L'Hydroptère à l'entraînement pour la traversée Los Angeles - Honolulu, en 2012.

L'Hydroptère a été remis à l'eau le 22 mai 2008 à Toulon après sept mois de modifications lui permettant de s'attaquer au record de vitesse sur l'eau par un engin propulsé par le vent. La cible est de 50 nœuds et les tentatives ont lieu à Port-Saint-Louis-du-Rhône. Le 21 décembre, l’engin a dépassé les 55 nœuds mais s’est planté dans une vague avant les 500 m permettant d’homologuer le record.
Victorieux en 2009 sur le record absolu de vitesse à la voile sur 500 mètres et le mille nautique, l'Hydroptère se tourne vers le large dès 2010. Après deux tours d'Europe qui l'aura mené du nord de l'Allemagne (Kiel) à l'Italie, en passant par Cowes (Royaume-Uni), et Gibraltar, l'Hydroptère DCNS (rebaptisé du nom de son nouveau sponsor titre DCNS) a été transféré en Californie au printemps 2012.

## Précurseurs
Dès le début du XXe siècle, nombreux sont ceux qui ont travaillé sur la mise en place d’hydrofoils sur des engins à moteur ou sur des voiliers. En 1908, Alexander Graham Bell l’inventeur du téléphone, travaillait déjà sur ce type d’engins mais on peut aussi citer les noms de Baker, Grogono, Bradfield, Ketterman.
En France, Claude Tisserand ainsi que Roland Tiercelin ont dès les années 1960, travaillé sur des voiliers volants. En tout, entre 1900 et 2000, plus de 100 hydroptères à voiles ont décollé. Éric Tabarly a été un de ceux qui ont permis le développement des hydrofoils sur les voiliers ; dans les années 1980, il a transmis le flambeau à Alain Thébault.